# کارسا کامرون
کارسا کامرون (به انگلیسی: Caressa Cameron) (زاده ۴ اوت ۱۹۸۷) خواننده، مدل و ملکه زیبایی اهل آمریکا است.
او در سال ۲۰۱۰ به نمایندگی از ویرجینیا برنده دوشیزه آمریکا شد.